# Flying Witch
Flying Witch (яп. ふらいんぐうぃっち Фураингу уитти) — манга Тихиро Исидзуки, выходящая с сентября 2012 года в журнале Bessatsu Shonen Magazine издательства Kodansha. Аниме-адаптация манги от студии J.C.Staff выходила с апреля по июнь 2016 года.

## Сюжет
Макото — молодая ведьма из Йокогамы, которая, согласно древней традиции, покидает свой дом и переезжает в город Хиросаки префектуры Аомори, чтобы начать самостоятельную жизнь, в рамках своего обучения ведьмовскому делу. История рассказывает о её повседневной жизни в новом окружении среди родственников, новых знакомых и друзей, которых она знакомит с обычаями и особенностями колдовства.

## Персонажи

### Ведьмы
- Макото Ковата (яп. 木幡 真琴 Ковата Макото) — главная героиня истории, 15-летняя начинающая ведьма. Переехала в Аомори, чтобы стать самостоятельной. Очень дружелюбная и спокойная. Плохо ориентируется на местности и может легко заблудиться. Каждый день ведёт личный дневник. Любит сладости. Хорошо разбирается в полезных растениях и охотно занимается их выращиванием. Не склонна надеяться на магию и поначалу пренебрегала обучением магии тренировками ведьминских навыков, однако трудолюбива и довольно талантлива в магии. Младшая сестра Аканэ.

Сэйю: Минами Синода.
- Тинацу Курамото (яп. 倉本 千夏 Курамото Тинацу) — 9-летняя младшая сестра Кэя и двоюродная сестра Макото. Невероятно любопытная и энергичная девочка. Любит есть всё не горькое, так как для неё горькие блюда — «еда для взрослых». После знакомства с Макото сочла её странной и с опаской к ней относилась, но позже, увидев как Макото летает на метле, изменила своё мнение и сама захотела стать ведьмой. Под руководством Аканэ Тинацу начинает своё знакомство с колдовством. Макото и Инукай сумели непреднамеренно создать наполненное маной кольцо из зуба Хамабэ — морского духа, который подружился с Тинацу. Волшебное кольцо связалось с Тинацу, и благодаря ему она может использовать магию воды.

Сэйю: Эри Судзуки.
- Аканэ Ковата (яп. 木幡茜 Ковата Аканэ) — 21-летняя старшая сестра Макото и полноправная ведьма. Не похожа на Макото ни характером, ни внешностью. По натуре девушка очень беззаботна, но популярна среди ведьм, поскольку довольно искусна в магии. Никогда не засиживается на одном месте и много путешествует. Несмотря на внешнюю беззаботность и склонность опрометчивым поступкам, Аканэ переживает за Макото и регулярно её навещает. Также, значительную часть своих путешествий на момент повествования совершает, отыскивая способ снять заклятие с Инукай. Совсем не умеет выбирать подарки. Любит выпить.

Сэйю: Кана Аой.
- Инукай (яп. 犬養 Инукай) — 21-летняя студентка колледжа, ведьма-гадалка родом из префектуры Акита, подруга Аканэ. В прошлом, перебрав с алкоголем, съела зачарованный шоколад Аканэ, превращающий людей в животных, из-за чего от восхода до заката теперь выглядит как собака-гуманоид. Из-за своего вида днём Инукай носит плащ, закрывающий лицо и тело, чтобы не привлекать внимания. Тем не менее, с наступлением ночи человеческий облик всё же возвращается к ней. В своём настоящем облике ведьма имеет весьма привлекательную внешность, насчет которой Кэй даже однажды обмолвился, что девушка в его вкусе.

Сэйю: Мари Хино.
- Андзу Сина (яп. 椎名あんず Си:на Андзу) — юная ведьма на год младше Макото, которая живёт недалеко от дома семьи Курамото. Дочь владелицы кафе «Конкурсио», находящегося в старом особняке в европейском стиле. Работает в кафе, помогая матери. Страстно любит археологию и историю. Общается на эти темы с Кенни.

Сэйю: Юка Игути.
- Мать Андзу (яп. 杏子の母 Андзу но хаха) — мать Андзу, ведьма. Владелица кафе «Конкурсио», которое часто посещают разные сверхъестественные существа.

Сэйю: Риса Хаямидзу.

### Обычные люди
- Кэй Курамото (яп. 倉本 圭 Курамото Кэй) — родной брат Тинацу и двоюродный брат Макото, в доме которого она поселилась. Умеет вкусно готовить и имеет немало опыта в кулинарии, хотя сам не считает, что очень хорош в этом. Несмотря на общение с ведьмами и неоднократное столкновение со сверхъестественным, побаивается призраков. Помогает Макото ходить в школу, так как девушка может легко заблудиться, даже если знает дорогу.

Сэйю: Синсукэ Сугавара.
- Кэйдзи Курамото (яп. 倉本啓二 Курамото Кэйдзи) — отец Кэя и Тинацу, муж Наны, а также двоюродный дядя Макото. Фермер, который говорит с сильным цугарским акцентом.

Сэйю: Мицуру Огата.
- Нана Курамото (яп. 倉本 奈々 Курамото Нана) — мать Кэя и Тинацу, жена Кэйдзи. Профессиональная художница и писательница, издающая книги для детей.

Сэйю: Кикуко Иноуэ.
- Нао Исиватари (яп. 石渡なお Исиватари Нао) — подруга детства Кэя и одноклассница Макото, работающая в винном магазине своих родителей. Не умеет и не любит готовить. Знает о том что Макото — ведьма, благодаря тому, что о необходимости хранить свою природу в секрете Макото вспомнила лишь на второй день после приезда. Несмотря на свою осведомлённость в существовании магии и заинтересованность в этом, от таких подарков, как корень мандрагоры, предпочитает отказываться.

Сэйю: Сиори Миками.

### Ведьминские фамильяры
- Тито (яп. チト) — 17-летняя чёрная кошка. Фамильяр, а также домашний питомец Макото. Разговаривает с ней телепатически.

Сэйю: Аи Каяно.
- Кенни (яп. ケニー Кэни:) — кот — колор-пойнт, фамильяр Аканэ. Старше Тито, но точный возраст не упоминается. Увлекается антропологией и археологией. Любит пообщаться на соответствующие темы с Андзу и является её учителем.

Сэйю: Аянэ Сакура.
- Ал (яп. アル Ару) — белый хомяк, фамильяр Инукай. Носит небольшой красный галстук-бабочку.

Сэйю: Ари Одзава.
- Аврора (яп. オロル Орору) — филин, фамильяр Андзу.

### Другие сверхъестественные существа
- Хина (яп. ひな) — девушка-привидение, которая работает в кафе матери Андзу. Родилась в 1906 году (39 год эпохи Мэйдзи). Очень стеснительная, вплоть до того, что обслуживает клиентов кафе, будучи невидимой.

Сэйю: Хисако Канэмото.
- Предвестник весны (яп. 春の運び屋 Хару но хакоби-я) — божество, высокий мужчина в маске, напоминающей голову совы. Каждый год провожает зиму и приносит за собой весну. Узнав, что в город прибыла Макото, решил нанести новой ведьме визит, но испугавшаяся грозного вида духа Тинацу долгое время не пускала его в дом. Дарит Тинацу петунию в горшке в знак того, что не желает ей зла.

Сэйю: Такахиро Сакурай.
- Вуаль ночи (яп. 夜の帳 Ёру но тобари) — чёрное божество в маске, завсегдатай в кафе «Конкурсио». Очень добрая. Приносит ночь, но до этого времени свободна и приходит в кафе на чай и чтобы почитать. Появляется только в аниме.
- Газетчик (яп. 新聞屋 Синбун-я) — высокий дух в чёрном пальто и фуражке. Утром продаёт газеты ведьмам, ждущим его на пороге. Общается жестами, не произнося слов.
- Божьи коровки — пара божьих коровок, ещё одни постояльцы в кафе «Конкурсио». Едят цветочный нектар. Общаются с хозяйкой телепатически. Приносят счастье тому, на кого они сядут. Защищают огороды от вредителей.
- Лис — приходит в «Конкурсио» каждое воскресенье, чтобы поесть физалис («зимнюю вишню»).
- Кит — огромное летающее существо, на спине которого древние руины. Тело существа покрыто защитными пластинами. Подобные киты существуют с давних времён и раньше летали стаями. Когда люди перестали на них жить, они начали свободно летать по миру. В настоящее время видели только троих существ, но есть мнение, что их гораздо больше.
- Земляные рыбы — рыбы, живущие в земле, при передвижении будто плавают в ней. Существ можно увидеть накануне фестиваля, которые те очень любят. Если земляных рыб напоить спиртным, они сменят окрас с синего на красный. Раздуваясь, могут летать, а также светиться.

## Медиа

### Манга
Манга была впервые опубликована в качестве ваншота 9 июля 2010 года в журнале Bessatsu Shonen Magazine издательства Kodansha. Полноценная сериализация начала выходить в том же журнале с 9 августа 2012 года. Издательство Vertical объявила о приобретении лицензии на выпуск манги на английском языке на конвенции Anime Central 22 мая 2016 года. Первый том был выпущен весной 2017 года.
Часть выручки от продаж 8-го тома манги была пожертвована мангакой студии Kyoto Animation после произошедшей трагедии.

#### Список томов манги
| №  | На японском          | На японском                                                     | На английском         | На английском          |
| №  | Дата публикации      | ISBN                                                            | Дата публикации       | ISBN                   |
| -- | -------------------- | --------------------------------------------------------------- | --------------------- | ---------------------- |
| 1  | 9 декабря 2013 года  | ISBN 978-4-06-394992-6                                          | 28 марта 2017 года    | ISBN 978-1-94-505409-9 |
| 2  | 9 июня 2014 года     | ISBN 978-4-06-395095-3                                          | 27 июня 2017 года     | ISBN 978-1-94-505410-5 |
| 3  | 9 апреля 2015 года   | ISBN 978-4-06-395363-3                                          | 26 сентября 2017 года | ISBN 978-1-94-505411-2 |
| 4  | 9 марта 2016 года    | ISBN 978-4-06-395635-1                                          | 19 декабря 2017 года  | ISBN 978-1-94-505412-9 |
| 5  | 9 ноября 2016 года   | ISBN 978-4-06-395790-7                                          | 20 марта 2018 года    | ISBN 978-1-94-505467-9 |
| 6  | 8 сентября 2017 года | ISBN 978-4-06-510183-4                                          | 5 июня 2018 года      | ISBN 978-1-94719404-5  |
| 7  | 7 сентября 2018 года | ISBN 978-4-06-512323-2                                          | 11 июня 2019 года     | ISBN 978-1-94-719461-8 |
| 8  | 9 августа 2019 года  | ISBN 978-4-06-516285-9 ISBN 978-4-06-517032-8 (Special Edition) | 21 апреля 2020 года   | ISBN 978-1-94-998015-8 |
| 9  | 9 июня 2020 года     | ISBN 978-4-06-519382-2                                          | 23 февраля 2021 года  | ISBN 978-1-94-998097-4 |
| 10 | 9 июня 2021 года     | ISBN 978-4-06-523415-0                                          | 22 февраля 2022 года  | ISBN 978-1-64-729048-1 |
| 11 | 9 июня 2022 года     | ISBN 978-4-06-528167-3                                          | 21 февраля 2023 года  | ISBN 978-1-64-729063-4 |
| 12 | 8 июня 2023 года     | ISBN 978-4-06-531871-3                                          | —                     |                        |

### Аниме
Адаптация манги в виде аниме-сериала выходила с 9 апреля 2016 года по 25 июня 2016 года. Аниме лицензировано компаниями Sentai Filmworks в США и Animatsu Entertainment в Великобритании. Трансляцией сериала с субтитрами занимается компания Crunchyroll.
Начальная тема
- «Sharanran feat.96 Neko» (яп. シャンランラン feat.96猫 Сяранран фи:то.96 Нэко).

Исполняет: miwa.
Завершающая тема
- «Magic of Everyday» (яп. 日常の魔法 Нитидзё: но махо:).

Исполняет: Минами Синода и Эри Судзуки (сэйю Макото Коваты и Тинацу Курамото).

#### Список серий аниме
| № серии | Название серии | Трансляция в Японии |
| ------- | --- | ------------------- |
| 1       | It's Been Six Years/Шесть лет без чудес «6-Нэн бури но фусиги» (6年振りの不思議)                                                                                       | 9 апреля 2016 года  |
| 2       | A Visitor for the Witch/Ведьмин гость «Мадзё э но хо: мон-ся» (魔女への訪問者)                                                                                         | 16 апреля 2016 года |
| 3       | Lessons in Farming and Magic/Уроки земледелия и магии «Хата ко: за то мадзюцу ко: за» (畑講座と魔術講座)                                                               | 23 апреля 2016 года |
| 4       | A Fortune Teller Veiled in Cherry Blossoms/Гадалка средь цветущей сакуры «Сакура но нака но уранайси» (桜の中の占い師)                                                 | 30 апреля 2016 года |
| 5       | How to Use Your Familiar/Как использовать фамильяра «Цукайма но кацуё: -хо:» (使い魔の活用法)                                                                          | 7 мая 2016 года     |
| 6       | Trick or Treat/Сладость или гадость «Окасина окаси» (おかしなおかし)                                                                                                   | 14 мая 2016 года    |
| 7       | Cafe Conclusio/Кафе «Конкурсио» «Кисса Конкурусио» (喫茶コンクルシオ)                                                                                                  | 21 мая 2016 года    |
| 8       | The Regular Customers/Завсегдатаи «Дзё: рэн но накигоэ» (常連の鳴き声)                                                                                                 | 28 мая 2016 года    |
| 9       | The Day After Tomorrow is Today/Послезавтра уже наступило «Асита но асита ва ни ару» (明日の明日は今にある)                                                            | 4 июня 2016 года    |
| 10      | Bad With Cooking and Bad With Bees/Не в ладах с готовкой и с пчёлами «Рё: ри авадзу то хати авадзу» (料理合わずと蜂合わず)                                             | 11 июня 2016 года   |
| 11      | A Whale in the Sky/Кит в небе «Кудзира, сора о тобу» (くじら、空をとぶ)                                                                                                | 25 июня 2016 года   |
| 12      | A Witch's Robe and Different Ways to Spend the Day/Ведьмина мантия и как можно провести день «Мадзё но ро: бу то хиби ва дзю: нинтойро» (魔女のローブと日々は十人十色) | 25 июня 2016 года   |